# ジュルジェヴィ・ストゥポヴィ修道院

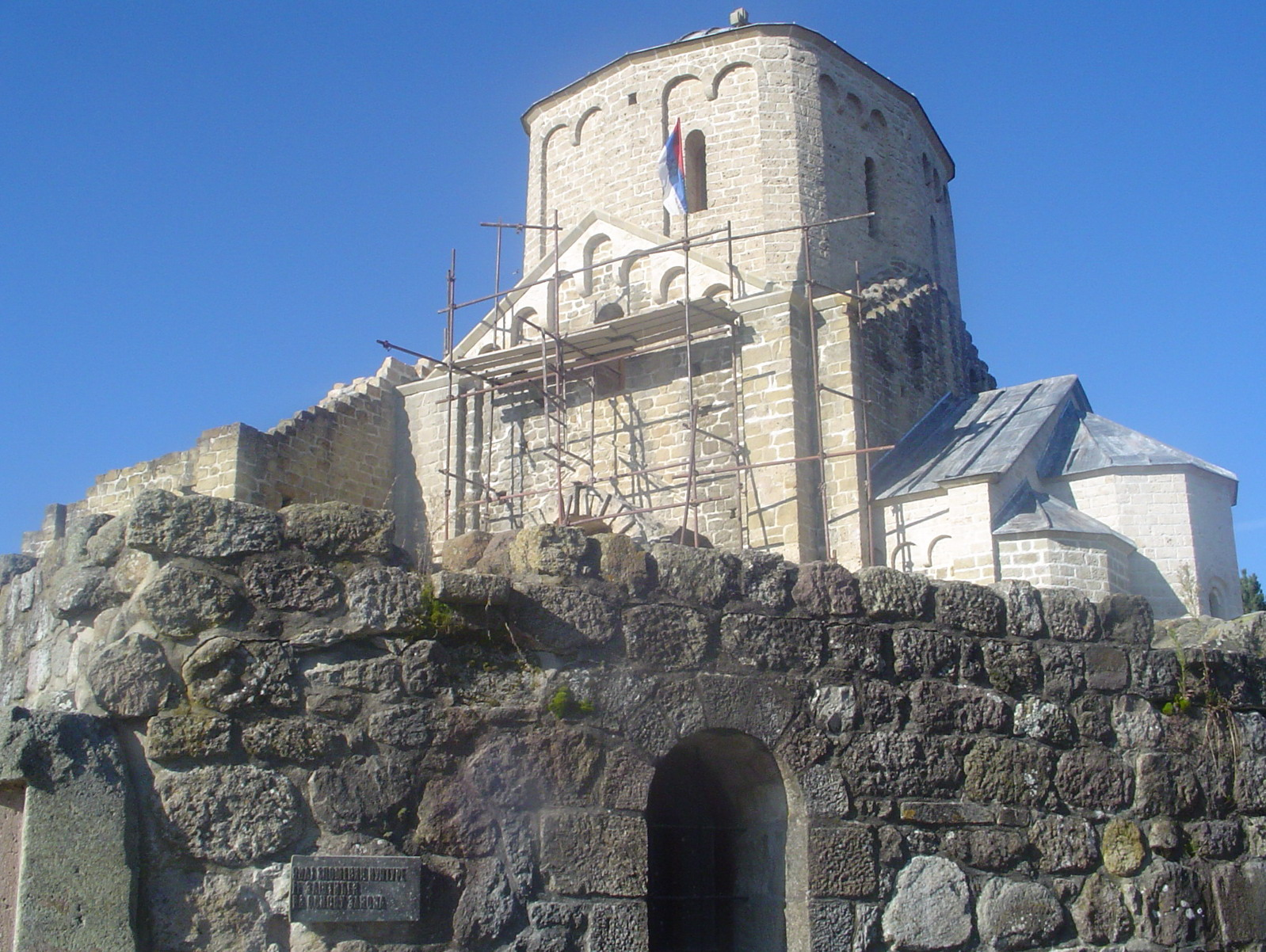
ジュルジェヴィ・ストゥポヴィ修道院

ジュルジェヴィ・ストゥポヴィ修道院（Ђурђеви Ступови / Đurđevi Stupovi, 「聖ゲオルギの柱修道院」）は、セルビアにある正教会の修道院で、サンジャク地方のノヴィ・パザル近郊にある。小高い丘の上に建っており、ノヴィ・パザルの渓谷と町並みを一望できる。

## 歴史
修道院は、1168年に創設された。立地は当時のセルビア王国の首都ラス近郊に当たっており、その地にラシュカの支配者ステファン・ネマニャが建てたのである。修道院には創建当時の12世紀に遡る会食堂、共同寝室、貯水槽、入り口の塔の壁などの遺跡群が残っている。
修道院の没落は、オスマン帝国によってセルビアが占領された14世紀末に始まった。そして、1912年に始まった第一次バルカン戦争の中で、破壊された。
修道院、特に聖ゲオルギウス聖堂には13世紀に遡る優れたフレスコ画があったが、損壊が酷く、大部分はベオグラードの国立博物館に移管されている。
ジュルジェヴィ・ストゥポヴィ修道院は、1979年にスタリ・ラスの遺跡やソポチャニ修道院とともに、「スタリ・ラスとソポチャニ」の一部としてユネスコの世界遺産に登録された。
修道院の再建を求めるキャンペーンが1960年から1982年に行われ、2001年からは体系的な再建工事が行われている。主教アルテミイェ（Artemije）は、現場に3人の修道士を派遣し、工事の監督に当たらせている。